# Clypeomorus irrorata
Clypeomorus irrorata là một loài ốc biển, là động vật thân mềm chân bụng sống ở biển thuộc họ Cerithiidae.

## Chú thích

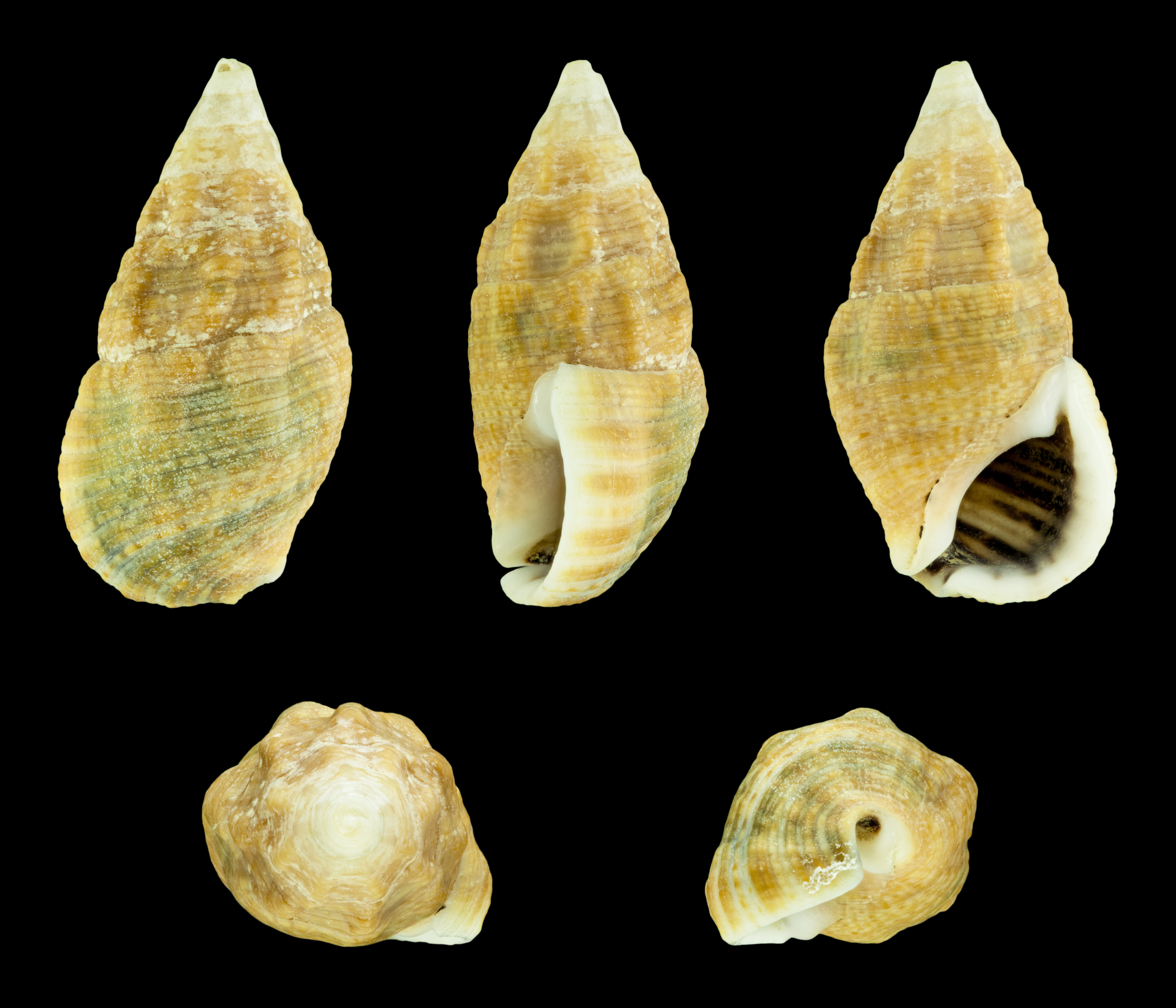
Dạng vàng
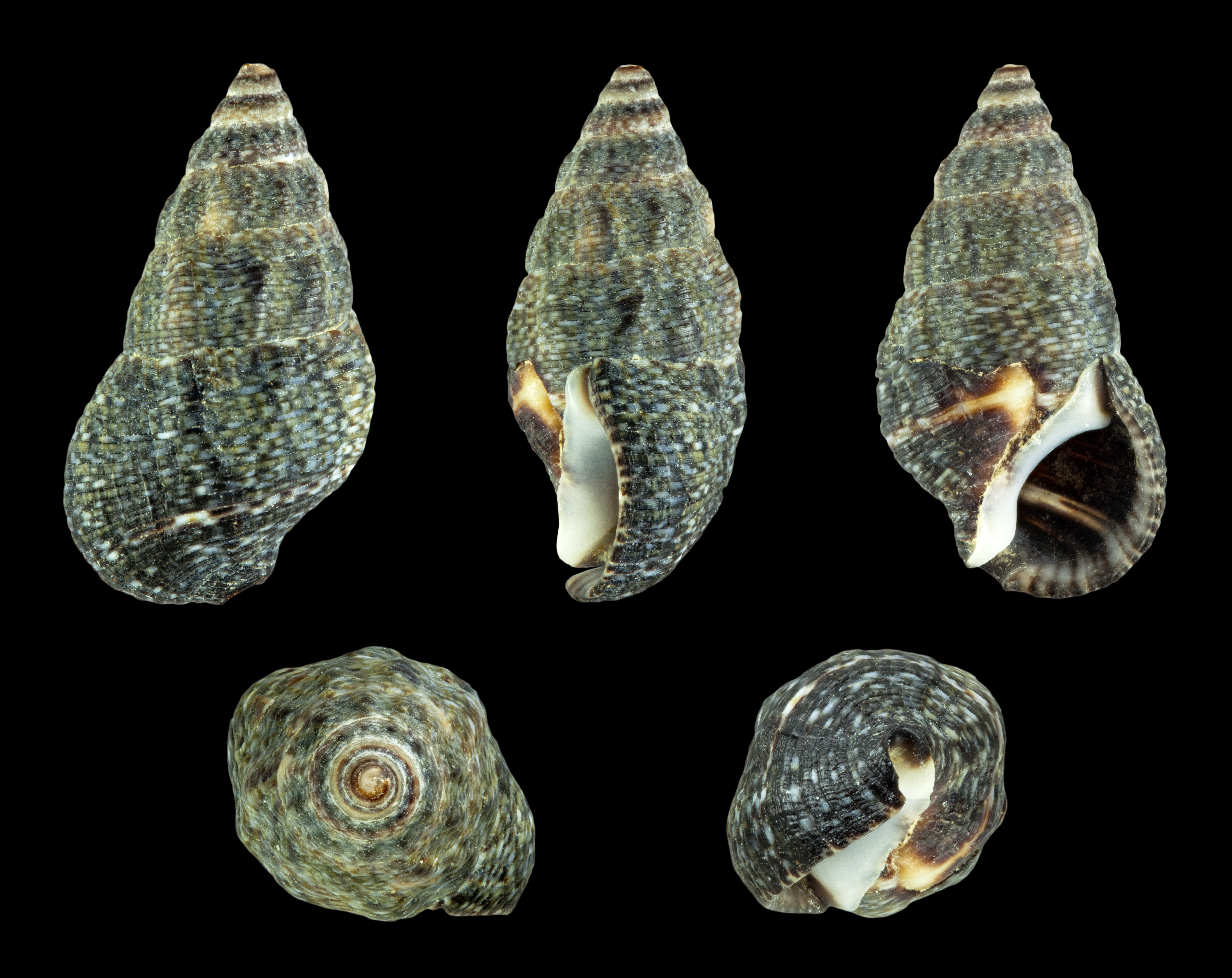
Hình dạng tối
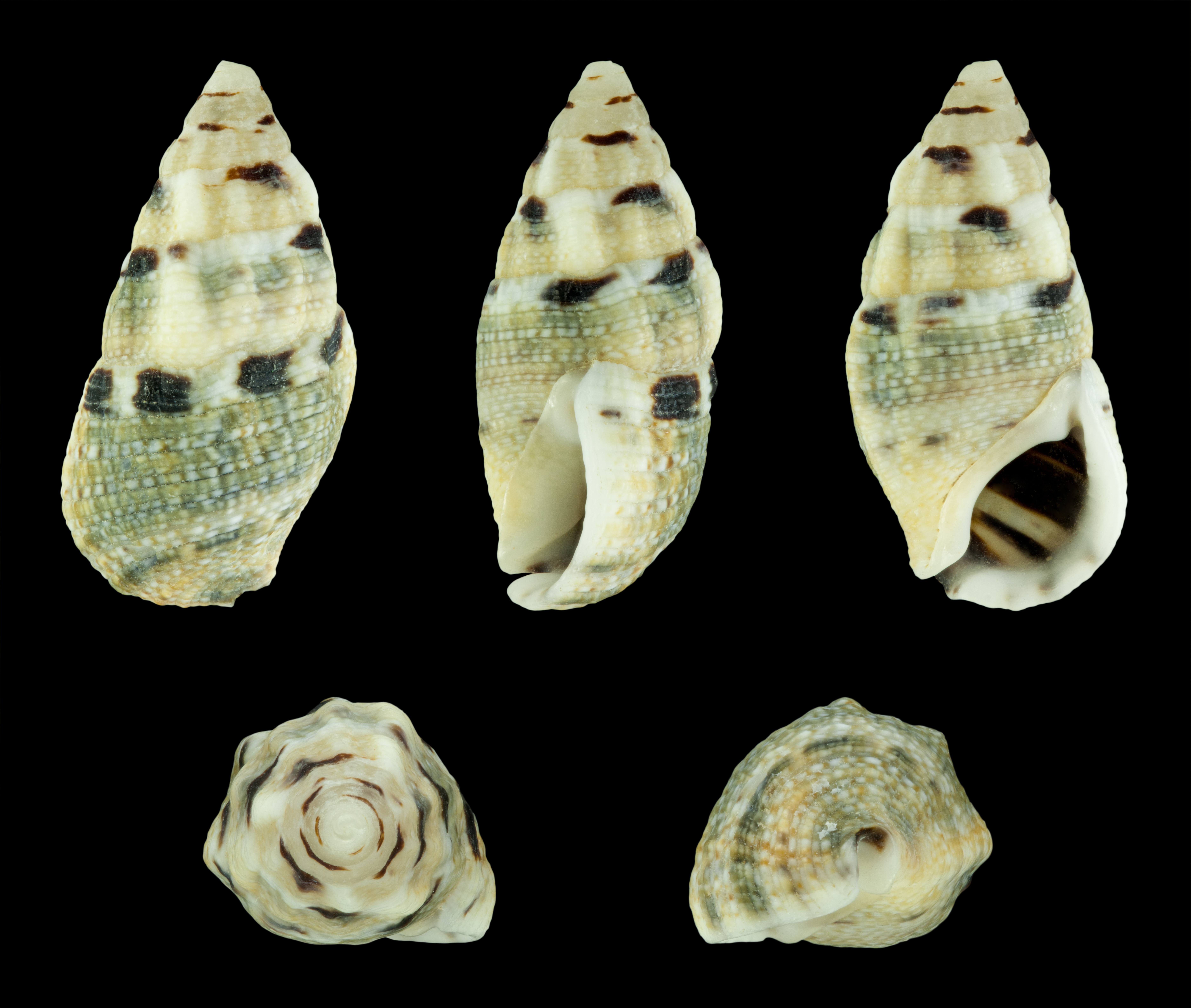
Hình dạng đốm